# Ruthweiler

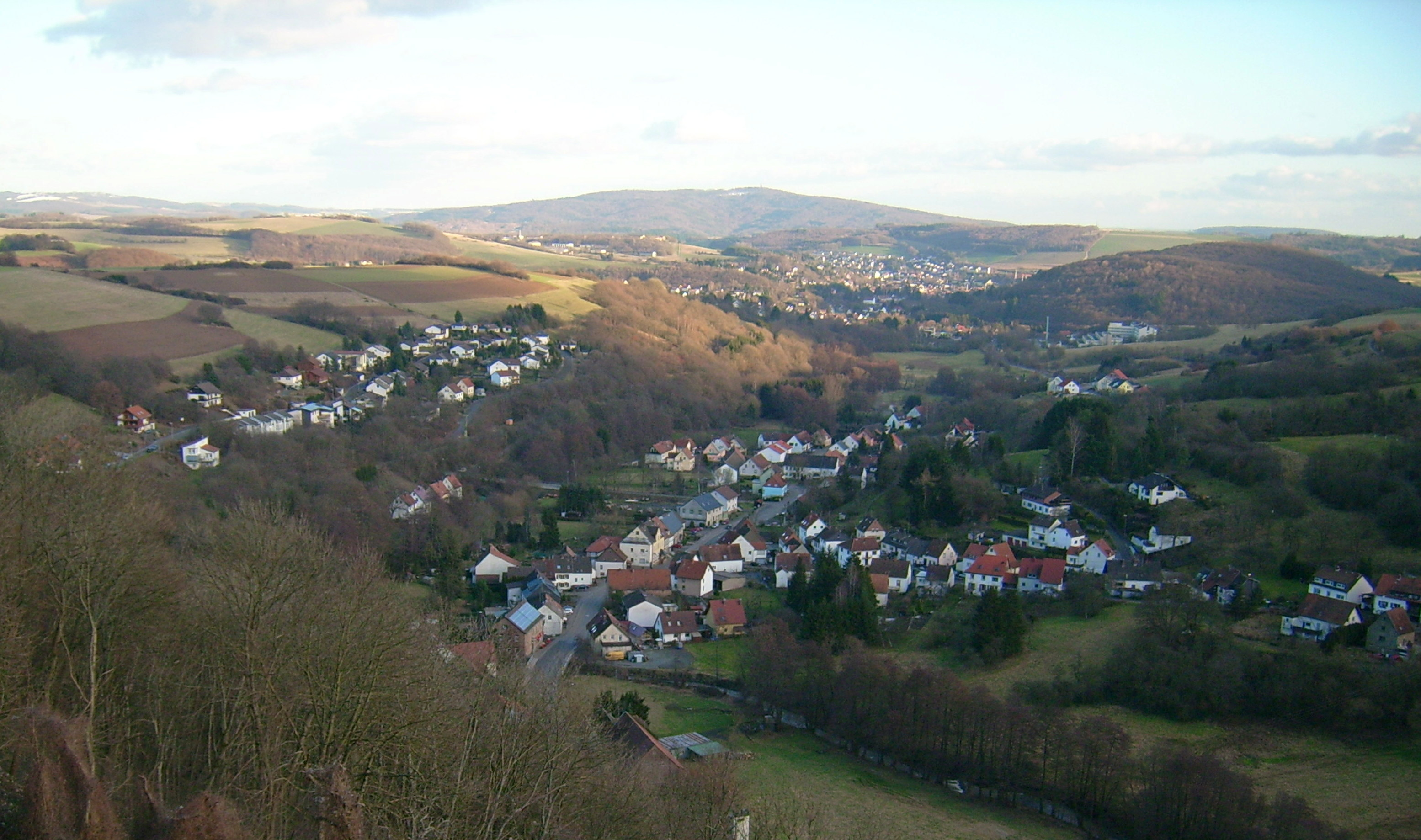
Ruthweiler

Ruthweiler ist eine Ortsgemeinde im Landkreis Kusel in Rheinland-Pfalz. Sie gehört der Verbandsgemeinde Kusel-Altenglan an, innerhalb derer sie gemessen an der Fläche die achtkleinste Ortsgemeinde darstellt.

## Geographie

### Lage
Die Ortsgemeinde liegt im Nordpfälzer Bergland innerhalb dessen Teilbereich Kuseler Bergland. Die oberhalb des Ortes aufragende Burg Lichtenberg, größte Burganlage in der Pfalz, befindet sich bereits auf der Gemarkung des Nachbarortes. Nachbargemeinden sind Thallichtenberg und Körborn im Norden, die Stadt Kusel (Stadtteile Diedelkopf und Bledesbach) im Osten und Süden, sowie Pfeffelbach im Westen.

### Erhebungen und Gewässer
Ruthweiler liegt im engen Tal des Pfeffelbachs, der in diesem Bereich im Unterlauf alternativ Aalbach genannt wird. Die Anhöhen erreichen rechts des Bachs mit dem bewaldeten  Niederberg bis zu 442,5 Meter, links des Bachs ungefähr 350 Meter über NN. Der Bach fließt in einer Felsenschlucht aus Richtung Thallichtenberg kommend, durchbricht bei Ruthweiler das Bergplateau und fließt Richtung Kusel weiter.

## Geschichte
Der ursprünglich aus Niederruthweiler und Oberruthweiler bestehende Ort wurde im Jahr 1271 als Nyderrudewilre erstmals urkundlich erwähnt. Er gehörte zum Burgfrieden der Burg Lichtenberg. Während der frühen Neuzeit war die Gemeinde Bestandteil der Grafschaft Veldenz und ab 1733 der Kurpfalz.
Nach der Einnahme des Linken Rheinufers durch französische Revolutionstruppen (1794) gehörte Ruthweiler von 1798 bis 1814 zum Saardepartement und war während dieser Zeit in den Kanton Baumholder eingegliedert.
1816 kam Ruthweiler zum Fürstentum Lichtenberg, einer neugeschaffenen Exklave des Herzogtums Sachsen-Coburg-Saalfeld beziehungsweise ab 1826 des Herzogtums Sachsen-Coburg und Gotha.  Während dieser Zeit unterstand sie der Bürgermeisterei Burglichtenberg. Mit besagtem Herzogtum fiel es 1834 an Preußen, das aus diesem Gebiet den Landkreis Sankt Wendel schuf. Nach der Abtrennung des Hauptteils an das neugeschaffene Saargebiet entstand 1920 der Restkreis Sankt Wendel-Baumholder, zu dem der Ort bis 1937 gehörte, als er in den Landkreis Birkenfeld eingegliedert wurde.
Nach dem Zweiten Weltkrieg wurde Ruthweiler innerhalb der französischen Besatzungszone Teil des damals neu gebildeten Landes Rheinland-Pfalz. Im Zuge der ersten rheinland-pfälzischen Verwaltungsreform wurde die Gemeinde am 7. Juni 1969 in den Landkreis Kusel umgegliedert. Drei Jahre später wurde der Ort Teil der neu geschaffenen Verbandsgemeinde Kusel, seit 2018 gehört Ruthweiler zur Verbandsgemeinde Kusel-Altenglan.

## Politik

### Gemeinderat
Der Gemeinderat in Ruthweiler besteht aus acht Ratsmitgliedern, die bei der Kommunalwahl am 9. Juni 2024 in einer Mehrheitswahl gewählt wurden, und dem ehrenamtlichen Ortsbürgermeister als Vorsitzendem.

### Bürgermeister
Michael Kurtz wurde am 23. Juli 2024 Ortsbürgermeister von Ruthweiler. Da für die Direktwahl am 9. Juni 2024 kein Wahlvorschlag eingereicht wurde, oblag die Neuwahl des Bürgermeisters gemäß rheinland-pfälzischer Gemeindeordnung dem Rat. Auf seiner konstituierenden Sitzung stellten sich zwei Kandidaten zur Wahl, die Mehrheit des Rates entschied sich für Michael Kurtz.
Der Vorgänger von Michael Kurtz als Ortsbürgermeister, Sven Dick, war am 7. Juni 2009 gewählt worden. Zuletzt bei der Direktwahl am 26. Mai 2019 wurde er mit einem Stimmenanteil von 93,47 % für weitere fünf Jahre in seinem Amt bestätigt. Bei der Wahl 2024 kandidierte er nicht erneut als Bürgermeister.

### Wappen
| Wappen von Ruthweiler | Blasonierung: „Von Silber und Blau geteilt, oben ein wachsender, rotbewehrter und -bezungter, blauer Löwe, unten zwei waagrecht übereinanderliegende, silberne Mühleisen.“                                                 |
| Wappen von Ruthweiler | Wappenbegründung: Der Löwe entstammt dem Wappen der Grafen von Veldenz. Die Mühleisen symbolisieren die beiden ehemaligen herrschaftlichen Bannmühlen. Es wurde 1962 vom rheinland-pfälzischen Innenministerium genehmigt. |

## Kultur und Sehenswürdigkeiten

### Bauwerke
Vor Ort existieren insgesamt zwei Objekte, die als Kulturdenkmäler unter Denkmalschutz stehen – die ehemalige Getreide- und Sägemühle sowie das ehemalige Zollhaus.

### Sport
Die Anlagen des Fußballvereins SG Blaubach-Diedelkopf befinden sich größtenteils bereits auf der Gemarkung von Ruthweiler.

## Wirtschaft und Infrastruktur

### Wirtschaft
Die ehemalige von Landwirtschaft geprägte Ortsgemeinde hat sich etwa ab 1995 in eine Wohngemeinde gewandelt. Ruthweiler hat vier Neubaugebiete erschlossen. Als erste Gemeinde der damaligen Verbandsgemeinde Kusel wurde das Neubaugebiet „Borrech“ durch einen privaten Investor erschlossen.

### Verkehr
Straße
Mitten durch den Ort verläuft die Landesstraße 176. Im Süden befindet sich die A 62.
Ruthweiler ist durch zwei Haltestellen der Buslinie 292 an das ÖPNV-Netz des Verkehrsverbundes Rhein-Neckar (VRN) angebunden, die eine Verbindung nach Kusel und Freisen herstellt.
Schiene
Ab 1936 besaß Ruthweiler eine Haltestelle an der in diesem Jahr auf voller Länge eröffneten Bahnstrecke Türkismühle–Kusel. Der Bahnhof befand sich unweit der Ortsmitte von Ruthweiler. Bereits 1959 wurde er geschlossen, wogegen es vor Ort Widerstand gab. Sein Empfangsgebäude dient inzwischen als Wohnhaus. Die Bahnhofstraße erinnert an ihn. Das Ostportal des von ihr durchquerten Niederberg-Tunnels liegt ebenfalls auf der Gemarkung von Ruthweiler. In Kusel befindet sich ein Bahnhof der Bahnstrecke Landstuhl–Kusel.

### Institutionen
Eine Gastwirtschaft, eine Hebamme, ein Dorfgemeinschaftshaus, ein Bouleplatz, ein Spielplatz und Wanderwege sind in der Gemeinde am Fuß der Burg Lichtenberg vorhanden.
Das Gemeinschaftsleben wird von Vereinen gestaltet. Es besteht ein Dorfarchiv, das von einer Bürgergruppe, die von der Gemeinde bestellt wurde, aufgebaut und gepflegt wird. Ein Kuriosum besteht darin, dass das Kreiskrankenhaus Kusel mit Ausnahme der Pathologie komplett auf dem Gemeindegebiet von Ruthweiler liegt.

### Tourismus
Durch Ruthweiler verläuft der Fritz-Wunderlich-Weg. Durch den Norden der Gemarkung führt außerdem der mit einem roten Kreuz markierte Fernwanderweg Franken-Hessen-Kurpfalz.

## Persönlichkeiten
- Otto Walzel (1919–1991), Politiker (SPD, CDU), starb vor Ort
- Katrin Green (* 1985), Paralympics-Sportlerin, Goldmedaillengewinnerin in Peking 2008 und Bronzemedaillengewinnerin in London 2012, in Ruthweiler geboren